# ناحیه لهونتسه
ناحیه لهونتسه (به لاتین: Lhuntse District) یک ناحیه در بوتان است. ناحیه لهونتسه ۱٬۹۴۴ کیلومتر مربع مساحت و ۱۴٬۴۳۷ نفر جمعیت دارد.